# Козлов, Василий Николаевич
Василий Николаевич Козло́в (1894—1967) — крупнейший советский лесохимик, лауреат Сталинской премии, заслуженный деятель науки и техники РСФСР, основатель Уральской научной школы лесохимии.

## Биография
Родился 17 декабря (29 декабря по новому стилю) 1894 года в Нижегородской губернии.
В 1926 г. закончил химико-металлургический факультет УПИ, получив специальность инженера по пирогенетической переработке древесины.
В 1930 г. перешел во вновь организованный Уральский лесотехнический институт, где проработал заведующим кафедрой лесохимических производств (с 1934 г.), а затем заведующим кафедрой химической технологии древесины (с 1959 г.) до последних дней своей жизни. В 1935 г. получил звание профессора, в 1944 г. защитил докторскую диссертацию. С 25 августа по 7 октября 1941 года был и. о. ректора вуза.
Им опубликовано более 200 научных работ, получено 14 авторских свидетельств на изобретения, написаны учебники «Пиролиз древесины» и «Технология пирогенетической переработки древесины» (совместно с А. А. Нимвицким), переведенные на болгарский и китайский язык. По заданию правительства выполнил научно-технические работы для Цейлона и Индонезии.
В годы Великой Отечественной войны активно участвовал в работе Комиссии под председательством академика Бардина по мобилизации ресурсов Урала, Сибири и Казахстана на нужды обороны. За эту работу в 1944 г. был удостоен званием лауреата Сталинской премии 1-й степени. За выполнение государственных заданий по выпуску оборонной продукции, большой вклад в теорию и технологию лесохимической продукции и успехи в подготовке кадров награждён орденом Ленина, двумя орденами Трудового Красного Знамени и многими медалями. Также ему были присуждены премия им. Д.И. Менделеева (1959 г.) и серебряная медаль ВДНХ (1962 г.).
В 1965 г. присвоено звание заслуженного деятеля науки и техники РСФСР за выдающиеся заслуги в развитии лесохимии.
Скончался 16 декабря 1967 года, похоронен на кладбище посёлка Палкино (ныне — в составе города Екатеринбурга).

## Научная деятельность
Предложил новый метод обугливания древесины, разработал двухканальную углевыжигательную печь циркуляционного типа непрерывного действия. Доменный уголь, произведенный на его печах, был дешевле, отличался высоким качеством, механической прочностью, равномерностью по величине кусков и содержанию нелетучего углерода.

### Основные работы
- Исследование процесса обугливания древесины различной влажности. — Москва — Свердловск: Гослестехиздат, 1933.
- Современное состояние теории углежжения. — М.: Металлургиздат, 1939.
- Производство и переработка древесной смолы на смазочные масла и горючие продукты. — М.: Изд-во АН СССР, 1944.
- Пиролиз древесины. — М.: Изд-во АН СССР, 1952.
- Технология пирогенетической переработки древесины. — М.: Гослесбумиздат, 1954.
- Переработка древесной смолы с целью получения связующих материалов для производства древесно-стружечных плит. — Пермь, 1960.